# 半整数
半整数（はんせいすう、英: half-integer）とは有理数で、n を整数としたとき n + 1/2 の形で表される数のことである。十進法の小数で表すと、小数点以下一桁の有限小数で小数第一位が 5 である。
例としては {\displaystyle 3.5}、{\displaystyle -{\frac {9}{2}}}、{\displaystyle 4{\frac {1}{2}}} などがある。
ごくまれに半奇整数 (half-odd-integer) と呼ばれることもある。

## 一般形
全ての半整数の集合は以下の形で表される。
{\displaystyle \left\{\left.n+{1 \over 2}\right|n\in \mathbb {Z} \right\}}
ここで {\displaystyle \mathbb {Z} } は整数全体の集合である。

## 数学的性質
- 半整数を 2 倍すると奇数になり、4 倍すると単偶数になる。
- 整数は加法、減法、乗法について閉じているのに対し、半整数は四則演算のいずれについても閉じていないばかりか、半整数同士の和、差、積、商はいずれも半整数となることはない。
- z が半整数のとき、ガンマ関数 Γ(z) の値は √π の有理数倍になる。以下に例を示す。

{\displaystyle {\begin{aligned}\Gamma \left(-{\frac {1}{2}}\right)&=-2{\sqrt {\pi }}\\\Gamma \left({\frac {1}{2}}\right)&={\sqrt {\pi }}\\\Gamma \left({\frac {3}{2}}\right)&={\frac {\sqrt {\pi }}{2}}\\\Gamma \left({\frac {5}{2}}\right)&={\frac {3{\sqrt {\pi }}}{4}}\end{aligned}}}

## 半整数に関する物理
- 電子をはじめとするフェルミ粒子は半整数のスピン量子数をもつ。